# Школьник, Владимир Сергеевич
Влади́мир Серге́евич Шко́льник (род. 17 февраля 1949, Серпухов, Московская обл., РСФСР) — казахстанский физик и государственный деятель, доктор физико-математических наук.

## Биография
Трудовую деятельность начал в 1966 году на Серпуховском радиозаводе регулировщиком радиоаппаратуры.
В 1967 году поступил на физико-энергетический факультет Московского инженерно-физического института (с 2009 года — Национальный исследовательский ядерный университет «МИФИ»), который окончил в 1973 году по специальности «физико-энергетические установки». Доктор физико-математических наук.
После окончания института направляется на Мангышлакский энергокомбинат инженером-физиком, затем становится заместителем начальника лаборатории, главным инженером и, наконец, заместителем директора.
В августе 1992 года назначается генеральным директором Агентства по атомной энергетике Республики Казахстан (Президент Ядерного общества Казахстана).
С августа 1994 — министр науки и новых технологий Республики Казахстан.
В марте 1996 года после реорганизации министерства назначается министром науки и президентом Академии наук Республики Казахстан.
1997 год — Член Высшего экономического совета при президенте РК.
В январе 1999 года, после очередной реорганизации министерства назначается министром науки и высшего образования. В этой должности проработал по октябрь 1999 года.
С октября 1999 по 13 декабря 2000 года — министр энергетики, индустрии и торговли.
С 13 декабря 2000 по 29 января 2002 — заместитель Премьер-министра Республики Казахстан, по совместительству до 19 января 2006 года исполнял обязанности министра энергетики и минеральных ресурсов.
С января 2006 по январь 2007 — министр индустрии и торговли Республики Казахстан.
С 12 января 2007 года — заместитель руководителя Администрации Президента Республики Казахстан.
С 19 февраля 2008 по 21 мая 2009 года — министр индустрии и торговли Республики Казахстан.
С 22 мая 2009 года — Владимир Школьник рекомендован премьер-министром РК на должность главы АО "НАК «Казатомпром».
С 6 августа 2014 года по 25 марта 2016 года — министр энергетики Республики Казахстан.

## Прочие должности
- Президент Ядерного общества Казахстана
- Член Высшего экономического совета при президенте РК (1997)
- Почетный президент Федерации конькобежного спорта РК
- Представитель Президента Республики Казахстан в Правлении Национального Банка, Агентства Республики Казахстан по регулированию и надзору финансового рынка и финансовых организаций Республики Казахстан
- Председатель Пагуошского комитета Казахстана (ПКК)

## Награды
- Орден «Парасат» (1998)
- Орден «Первого Президента Республики Казахстан Нурсултана Назарбаева» (2005)
- Орден Отан (2013)
- Медаль «10 лет Астане»
- Медали
- Почётный профессор Казахского Национального университета имени аль-Фараби (1998)
- Грамота Содружества Независимых Государств (17 июля 2017 года) — за активную работу по укреплению и развитию Содружества Независимых Государств[6]
- Грамота Содружества Независимых Государств (28 ноября 2006 года) — за активную работу по укреплению и развитию Содружества Независимых Государств[7]

## Семья
Супруга: Жунисбекова Ляззат Сагатовна (1976).
Трое детей. Дочь — Екатерина (1972) и два сына — Игорь (1980), Сергей (2007).
Сын Игорь — член правления АО «Меркурий» (Казахстан).
Является конечным бенефициаром Кипрской Sermules Enterprises Limited, владеющей 92,2 % обыкновенных акций нефтеперерабатывающего завода «Орскнефтеоргсинтеза» (Оренбургская область).